# Rotaract Club Iarivo
Le Rotaract Club Iarivo est un organisme associatif, apolitique, fondé sur le volontariat et le bénévolat, afin de servir autrui, de développer des relations de camaraderie, des capacités de leadership, de contribuer à une meilleure éthique, et à une meilleure compréhension internationale. Il appartient au district 9220 du Rotary International qui est composé de six pays différents. Le club est parrainé par le Rotary Club Antananarivo Mahamasina.

## Historique
Début 1994, d'anciens membres de l’Interact Club d’Antananarivo parrainé par le Rotaract Club Antananarivo et des amis de retour de l’étranger veulent réactiver Rotaract Club Antananarivo alors en veilleuse. Avec le concours des Rotariens chevronnés du Rotary Club Antananarivo Mahamasina, notamment Jean Veloson Rasolondraibe (District Gouverneur 9220 mandat 1999-2000) et le président Désiré Lalao Andrianjafy (président 1995-1996), un nouveau Club parrainé par le Rotary Club Antananarivo Mahamasina est créé. Le nom d’Iarivo, allégorie poétique d’Antananarivo est choisi. Sur le fanion, l’image d’Iarivo est résumé par l’allée de l’avenue de l’Indépendance jusqu’au marché du Zoma, alors un lieu d’échange commercial, de rencontres, de culture et de manifestations. 
La Charte a été signée officiellement le 13 mai 1994, et a été remise officiellement six mois après au cours de la soirée du Gouverneur.

## Les réalisations de la période 2003-2009
Sous le mandat 2003-2004 de Heriniaina Andriamalala, est conçu et réalisé en mai 2004 un annuaire des clubs Rotary à Madagascar (Rotary, Rotaract et Interact) et en avril est organisée la conférence de District 9220 pour les Rotaractiens et interactiens. 
Sous le mandat 2004-2005 de Zaholy Rajoharison ont lieu plusieurs opérations, dons de moustiquaires pour la commune de Moramanga en octobre, dons de Sur’Eau aux ménages défavorisés des communes d’Itaosy et Talatamaty (Antananarivo), en partenariat avec PSI-Madagascar en novembre et organisations d'une journée récréative « Sous les Tropiques » et une soirée dansante  « Volcano night » le 27 novembre. En décembre, l'organisme participe au don de repas chauds aux habitants du quartier d’Ivandry, une action réalisée conjointement avec le Rotary club de Saint Paul Baie Réunion et le Rotary club Ivandry. Une action professionnelle visant à l’orientation des jeunes adolescents du centre social Village d’Enfants SOS Vontovorona est lancée en mars 2005 tandis qu'en août le site Internet du Rotaract club Iarivo est créé, sous l'adresse takelaka.dts.mg.
Durant le mandat 2005-2006 de Jean-Marc Rajaobelison, ont lieu des remises de PPN au centre Ankasina en octobre et des repas chauds en décembre, ainsi qu'une levée de fonds vente de chocolat en décembre. En avril 2006, une autre levée de fonds est organisée avec la compagnie Vidzar, en mai une remise de dons de Sur’eau et en juin des remises de dons de poubelles à la collectivité et de moustiquaires et Sur’eau.
Sous le mandat 2007-2008 de Michella Rakotolahy, sont organisées plusieurs activités comme une soirée Halloween initiée en faveur des enfants du centre Andavamamba, un caddie du Cœur initiée en faveur de l'hôpital des enfants, une sensibilisation professionnelle auprès des adolescents SOS Village d’Enfants, une vente des cartes de membres, des dons de repas chauds pour la veillée de Noël au centre Andavamamba, des dons de PPN et vêtements chauds au même centre Centre Andavamamba, une camaraderie culturelle avec la visite du Parc d’Andasibe et des dons de jouets à l'hôpital des enfants.
Sous le mandat 2007-2008 de Carole Rakotozafy, on effectue une remise de dons de goûters, de pulls et de matelas en août 2007 et ont lieu plusieurs opérations comme Les Caddies du Cœur » en décembre et un reboisement en janvier de l'année suivante avec le club parrain. En mars puis en juin ont lieu deux remise de dons, respectivement de deux machines à coudre et tissus et de livres et d'ordinateur.
Les projets pour le mandat 2008 et 2009, sous la présidence de Andry Andriarimalala, se sont orientés sur trois axes, des actions d'intérêt public avec la remise de dons de matelas effectuée en août 2008, des remises de kits scolaires en faveur de l’orphelinat des Sœurs Filles de Marie Andavamamba et la construction de latrines, un don de sang au bénéfice de l’hôpital des enfants, une remise de dons d’ordinateurs aux écoles publiques, une contribution financière et prise en charge de la sensibilisation par rapport aux enfants malades ayant besoin d’intervention coûteuse, et une nouvelle opération de Caddies du Cœur en faveur de l’Orphelinat des Sœurs Filles de Marie Andavamamba. Les actions professionnelles ont vu l'optimisation des connaissances des membres dans de nombreux domaines de gestion et la visite d’usines et d’entreprises. Les actions internationales se sont tournées vers l'élaboration du guide My culture book, avec le Rotaract Club New Cairo (Égypte), pour l’entente et la paix dans le monde et la construction de blocs sanitaires et de bacs à ordures avec le Rotary Club Cape Henry USA.